# Silent Hill: Origins
Silent Hill: Origins, također znan kao Silent Hill: Zero (jap. Hepburn: Sairentohiru Zero) u Japanu, je survival horror videoigra u serijalu Silent Hill. Videoigra je za PlayStation Portable, napravljena od strane Climax Studiosa. Objavila ju je Konami Digital Entertainment za svijet pri kraju 2007. godine, u studenom za Ujedinjeno Kraljevstvo. Godine 2008., igra je objavljena i za PlayStation 2, počevši u ožujku u Sjevernoj Americi. Peti je dio Silent Hill igara, a događa se prije prve igre Silent Hill iz 1999. godine. Radnja se događa u američkom gradu Silent Hill, a prati usamljenog kamiondžiju Travisa Gradyja, dok traži informacije o djevojci koju je spasio iz požara. Kroz radnju, Travis otkriva mraćne istine o svom djetinstvu. Gameplay je u trećoj perspektivi, a temelji s na rješavanju zagonetki, puzli i misterija, slično kao i prijašnjim dijelovima.
Origins je napravio Climax Studios iz Velike Britanije, nakon čega je poslana na pregled u Climax Studios u Sjedinjenim Američkim Državama, gdje je redizajnirana zbog problema u dizajnu likova, zvuku igre i atmosferi. Origins je uglavnom dobio pozitivne kritike, osim par slučaja gdje se misli kako igra nije slična prijašnjim. Inačica za PlayStation 2 dobila je znatno lošije kritike, zbog vizualnog iskustva i zvuka.

## Gameplay
Radnja Originsa temelji se na potrazi Travisa Gradyja za informacijama o djevojci koju je spasio iz goruće kuće, blizu Silent Hilla. Igra koristi perspektivu iz treće osobe. Gameplay je sličan kao i u prijašnjim naslovima, a temelji se na rješavanju zagonetki, puzli i misterija. Tipični gameplay temelji se na igri u dva svijeta, pravom svijetu i u strašnjijem, crnijem i čudovišta punim u "Other Worldu" tj "Drugom Svijetu". Igrač treba igrati u dva svijeta, jer neki objekti, lokacije, pa čak i prostorije nisu dostupne u "Pravom Svijetu". Travis sa sobom nosi džepnu svijetiljku, koja mu pomaže vidjeti objekte, te džepni radio, pomoću kojeg čuje da li su čudovišta u blizini. Često, radnje koje igrač treba odraditi u pravom svijetu, imaju odraz i u "Drugom Svijetu".
Za borbu, Travis u početku koristi samo šake, no kroz grad, pronalazi razna oružja, od vatrenih oružja tipa pištolja i puška, ili čekića i skalpera. Kasnije, ta oružja ili oslabe ili se slome.

## Radnja
Vrijeme i likovi
Radnja smještena prije prve igre iz 1999. godine, Silent Hill: Origins zauzima mjesto sedam godina prije radnje prve igre. Origins se odvija u maglovitom, napuštenom, malom gradu u sjevernozapadnoj Americi. Gradska karakterizacija je "Drugi Svijet", mračnija i čudovištima puna verzija pravog Silent Hilla.
U Originsu, prvi put susrećemo lika Travisa Gradyja, usamljenog kamiondžiju s mraćnim i tužnim djetinstvom. Likovi iz prijašnjih serijala su: Alessa Gilespie, mlada curica koja posjeduje nadljudske moći; medicinska sestra Lisa Garland, ovisnicu o drogi i snom da bude glumica, a ne medicinska sestra; psiholog Michael Kaufmann, koji Lisi dobavlja ilegalnu drogu;
i Alessina majka, Dahlia Gillespie, članicu kulta grada koja planira vratiti Goda, čudovište koje bi zavladalo zemljom.
Radnja
Vozeći prećicom kroz Silent Hill, Travis zabija kamion u drvo pokušavajući izbjeći manifestaciju Alesse. Prateći manifestaciju Alesse, Travis naiđe na goreću kuću, u kojoj spasi pravu Alessu, koja je bila u tijeku prizivanja Goda. Nakon što izgubi svijest ispred kuće, Travis se probudi u Silent Hillu, te želi saznati da li je Alessa preživjela. Tijekom njegova putovanja, Travis otkriva mraćne tajne svoj djetinstva, te treba ubiti manifestacije tj. čudovišta svojih roditelja: majku koja je smještena u ludnicu nakon što je pokušala ubiti sebe i Travisa, a otac je počinio samoubojstvo vješanjem. U međuvremenu, Travis ubija "Butchera", čudovište koje je ubijalo druga čudovišta.
Travis nastavlja pratiti manifestaciju Alesse koja odbija pričati s njim. Nakon što ubije veća čudovišta, Travis dobiva čudne objekte u obliku trokuta, nakon što ih skupi četiri, sklapa jedan veliki trokut, koji oslobađa moćno čudovište. Na kraju igre, Travis ubija "Alessa's Dream", glavno čudovište koje je trebalo ubiti Travisa nakon čega bi ono bilo Alessino tijelo.
Na kraju igre, tri svršetka su dostupna. U "Dobrom" svršetku, Travis sigurno napušta Silent Hill, nakon čega pronalazi svoj kamion i nastavlja dalje, dok Alessina manifestacija, ostavlja bebu na ulici, koju kasnije pronalaze Harry Mason i Jodie Mason, te joj daju ime Cheryl. U "lošem" svršetku, Travis se budi zavezan za krevet, dok ima priviđanja iz svoje prošlosti te čuje razne skrikove. Prepostavlja se da na kraju Travisa ubija "The Butcher". U "smiješnom" kraju, Travis odlazi s invanzemaljcima.